# Palácio do Quirinal
O Palácio do Quirinal é um palácio localizado sobre a colina homónima, em Roma. É um antigo palácio papal e actual residência oficial do Presidente da Itália, sendo um dos símbolos do Estado italiano.

## História

### Palácio Papal

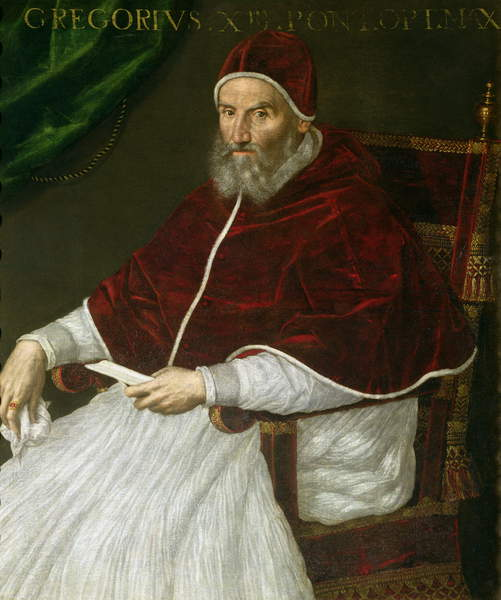
O papa Gregório XIII

Em 1574, o papa Gregório XIII começou a construção de uma residência estival numa área considerada mais sã que a colina do Vaticano e o Latrão, encarregando da obra o arquitecto Ottaviano Mascarino. Os trabalhos terminaram em 1585. Nesse mesmo ano, a morte do Papa impediu Mascarino de realizar um segundo projecto que previa a ampliação do palacete para transformá-lo num grande palácio com alas porticadas paralelas e um grande pátio no seu interior. O edifício construído por Mascarino ainda se pode reconhecer na fachada norte do Pátio de Honra, caracterizada por uma loggia (galeria aberta) dupla e superada pela torre panorâmica actualmente conhecida como torre dos ventos (torre dei venti) ou torrino, sucessivamente elevada com a construção do campanário segundo um suposto projecto de Carlo Maderno e Francesco Borromini.
O edifício de Ottaviano Mascarino foi construído sobre um terreno pertencente então à família Carafa e arrendado a Luigi d'Este, a quem o Papa, ao que parece, queria deixar o palacete. Por esse motivo, o  papa Sixto V fez com que a Câmara Apostólica adquirisse o terreno em 1587 e só depois interveio na ampliação do palácio, servindo-se do trabalho de Domenico Fontana. Este arquitecto seria utilizado por Sisto V em todas as grandes obras arquitectónicas e urbanísticas do seu pontificado. Fontana empenhou-se numa remodelação completa da zona, com a construção do eixo das ruas Pia e Felice, o consequente cruzamento das Quattro Fontane (Quatro Fontes) e a definição da outra residência "privada" do pontífice em Termini.

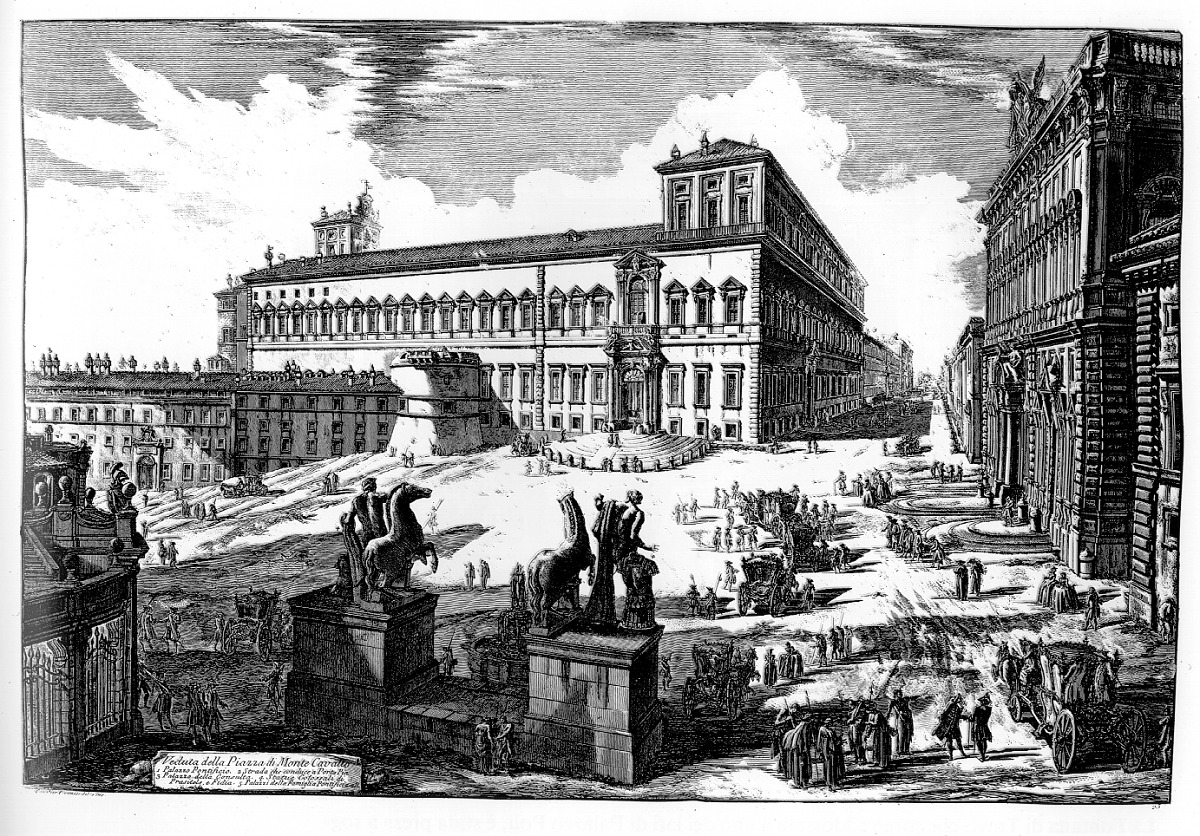
O Palácio do Quirinal (La place de Monte Cavallo, gravura de Giovanni Battista Piranesi, 1773

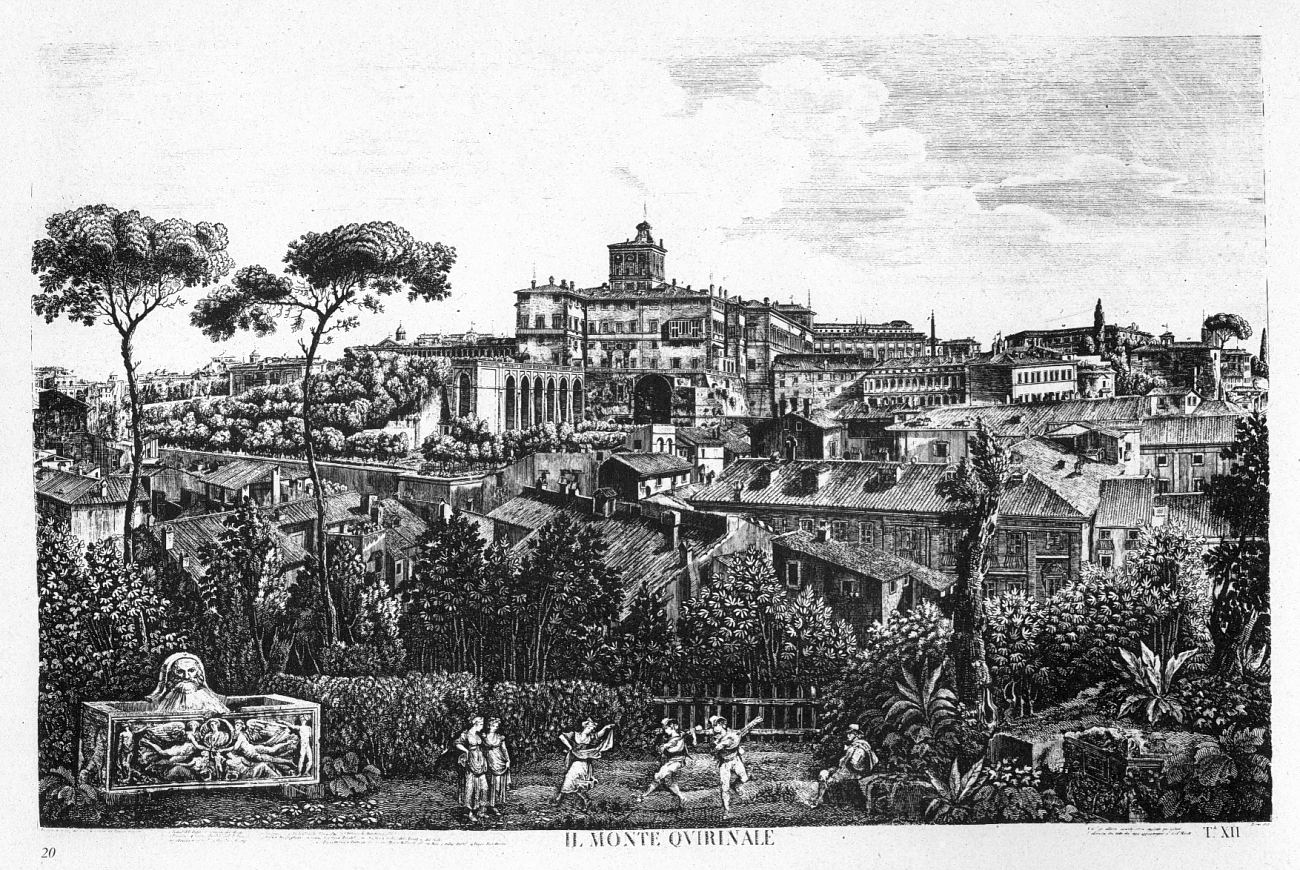
Colina do Quirinal, gravura de Luigi Rossini

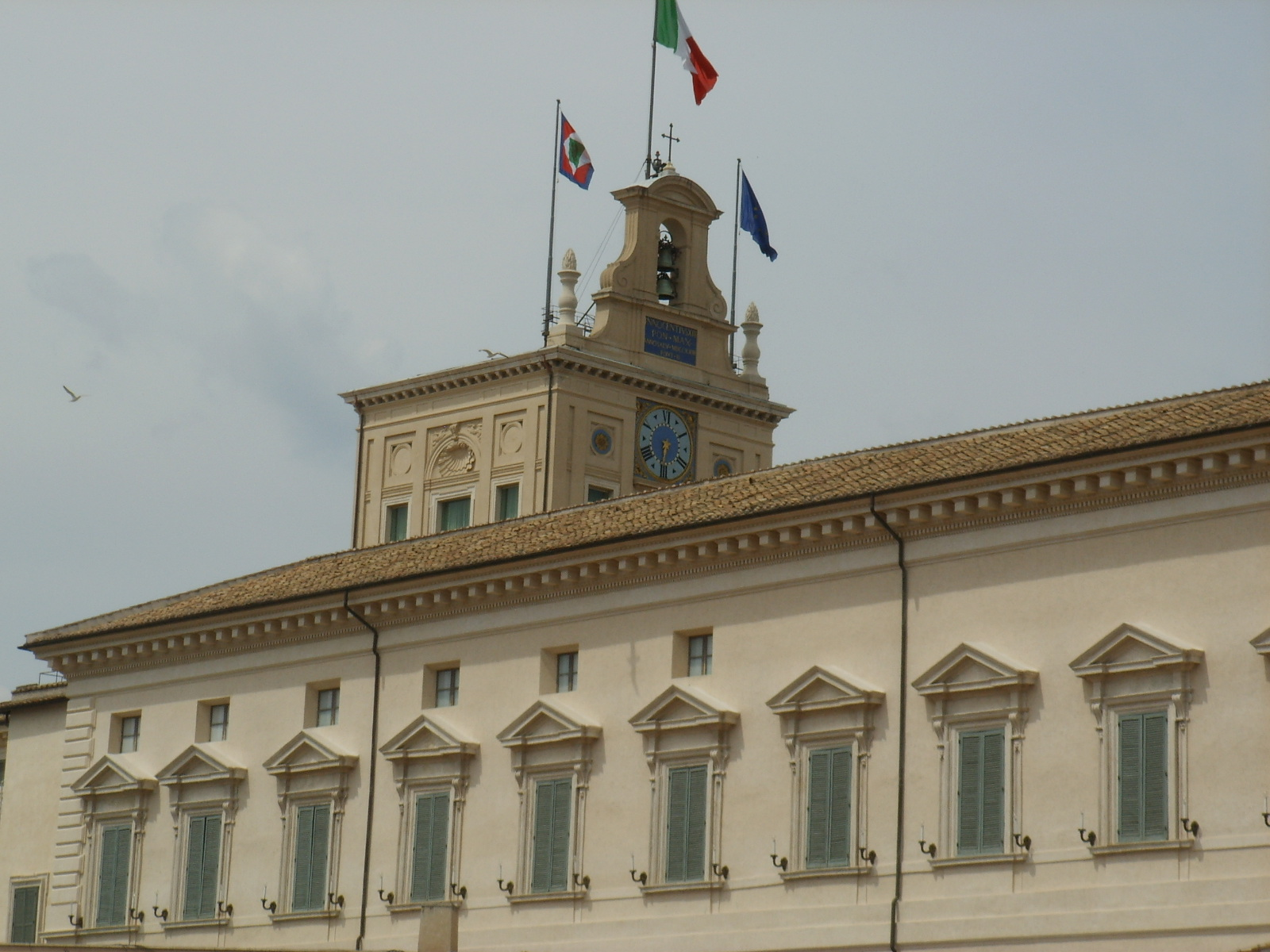
O campanário com a bandeira.

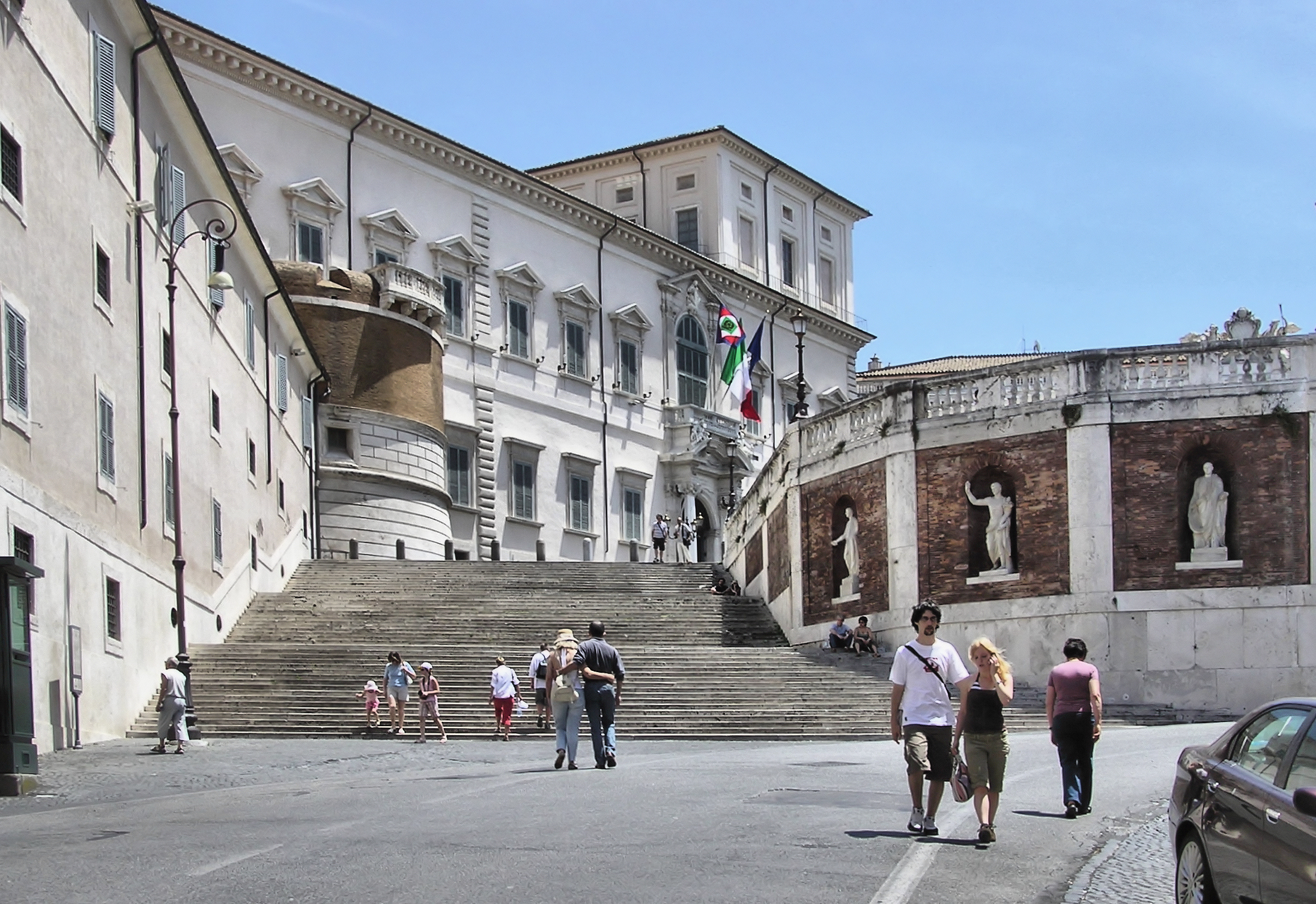
O Palácio do Quirinal, residência oficial do Presidente da República Italiana.

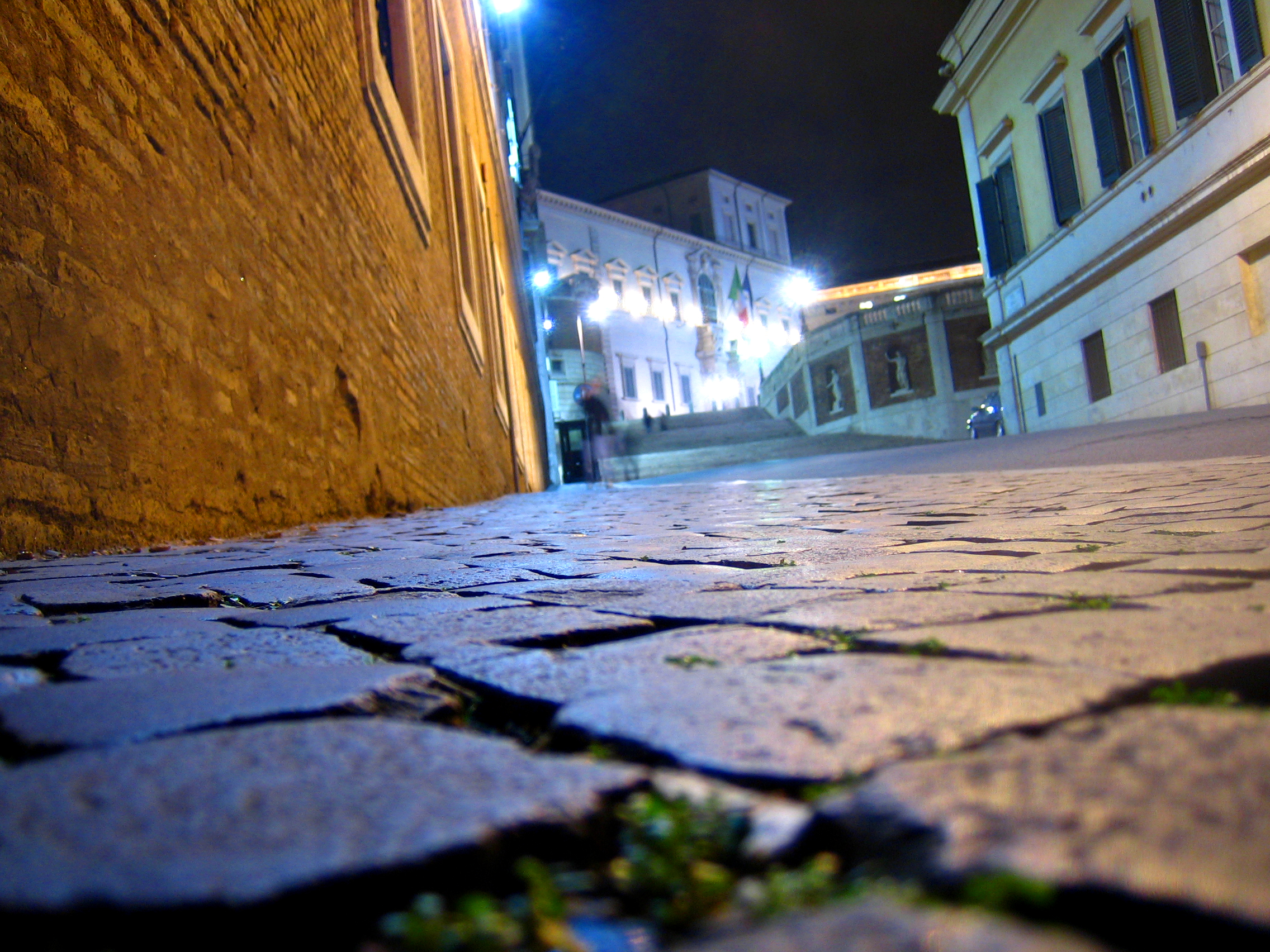
O Palácio do Quirinal visto da Via della Dataria.

O  papa Paulo V encarregou Flaminio Ponzio da finalização das obras sobre a zona principal do palácio e dos trabalhos de ampliação. Este arquitecto realizou a ala sobre o jardim, a sala de reuniões (actual Salão das Festas) e a Capela da Anunciação, decorada entre 1609 e 1612 por Guido Reni com a colaboração de Giovanni Lanfranco, Francesco Albani, Antonio Carracci e Tommaso Campana, salas que rematariam o palácio com duas elevações ainda hoje visíveis. Com a morte de Ponzio, em 1613, os trabalhos de ampliação prosseguiram sob a direcção de Carlo Maderno, autor da ala que dá para a rua do Quirinal, onde realizou a Capela Paulina, os apartamentos papais e a Sala Real, actualmente chamada dos Coraceros (Couraceiros). A altura da Capela e do Salão dos Couraceiros obrigou a construir uma segunda elevação, bastante visível inclusive na fachada do palácio. O Salão dos Couraceiros foi decorado com pinturas a fresco, obra de Agostino Tassi, autor do projecto e responsável pelos trabalhos na parede sul, enquanto que as outras três paredes foram entregues a Carlo Saraceni e Giovanni Lanfranco; de um modo menos notório, também contribuíram para estes trabalhos Lo Spadarino, Fra Paolo Novelli e, segundo Roberto Longi (historiador de arte): Marcantoni Bassetti, Pasquales Ottino e Alessandro Tucchi, chamado o Orbetto.
O  papa Urbano VIII adquiriu muitos terrenos que ampliaram a propriedade em direcção a leste, beneficiando, sobretudo, o jardim que quase duplicou a sua superfície. O mesmo Papa mandou, mais tarde, elevar um muro que rodeou o novo perímetro do complexo do Quirinal. Algumas partes sobreviventes deste muro são ainda visíveis na rua dos jardins.
Gian Lorenzo Bernini, sob o papado do  papa Alexandre VII, projectou a construção da Manica Lunga (Manga Larga), realizando o primeiro desenho entre 1657 e 1659; o edifício foi continuado entre 1722 e 1724 por Alessandro Speechi, sob o papado de Inocêncio XIII, e terminado por Ferdinando Fuga entre 1730 e 1732 durante o papado de Clemente XII. Ao concluir a Manga Longa, Ferdinando Fuga modificou o Palacete do Conde de Cantalmaggio transformando-o no Palacete do Secretário dos Selos, actualmente conhecido como Palacete de Fuga.
A Escadaria de Honra é presidida por um afresco de Melozzo da Forlì, um "Cristo na sua Glória", o qual fazia parte, originalmente, da decoração das absides da Igreja dos Santos Apóstolos, uma igreja de Roma totalmente reestruturada no século XVII por Carlo Stefano Fontana, a mesma igreja de onde provêm os Anjos músicos de Melozzo da Forlì, actualmente no Museu do Vaticano. O afresco está situado sobre o primeiro patamar, na parede que se ergue em frente do Pátio de Honra, de tal maneira que é perfeitamente visível para quem entra ou sai do palácio: o efeito pretendido era fazer recordar uma última vez ao hóspede ou visitante, enquanto saía, que havia recebido a bênção papal e, portanto, desfrutava de bons augúrios. Uma lápide latina inserida abaixo do afresco recorda o primado de Melozzo sobre a perspectiva; o conjunto está rodeado pelos símbolos heráldicos do papa Clemente XI.
Os jardins do Quirinal, famosos pela sua posição privilegiada que quase os converte numa ilha elevada sobre Roma, foram modificados ao longo dos séculos segundo os gostos e as necessidades das sucessivas Cortes Papais. A actual distribuição integra uma parte do jardim original do século XVI, situada em torno do palácio. O jardim "romântico", da segunda metade do século XVII, conserva daquela época a esplêndida Casa de Café edificada por Ferdinando Fuga como vestíbulo de Bento XIV, decorada con esplêndidas pinturas de Girolamo Pompeo Batoni e Giovan Paolo Pannini.
O Palácio do Quirinal serviu de residência estival aos Papas até 1870, quando Roma foi conquistada pelo Reino de Itália. O último pontífice a habitar no palácio foi o papa Pio IX. Passou, então, a ser a residência oficial do Rei.

### Palácio Real
Em setembro de 1870, o que restava dos Estados Pontifícios desapareceu. Cerca de cinco meses depois, em 1871, Roma tornou-se na capital do novo Reino de Itália. O palácio foi ocupado durante a invasão de Roma e tornou-se na residência oficial dos Reis de Itália, embora na realidade alguns monarcas, nomeadamente o Rei Vítor Emanuel III (reinou de 1900 a 1946), tenham vivido em residências privadas noutros locais, sendo o Quirinal usado somente como gabinete e para funções de estado. A monarquia foi abolida em 1946 e o palácio tornou-se na residência oficial e local de trabalho do Presidente da República Italiana.

### Palácio Presidencial

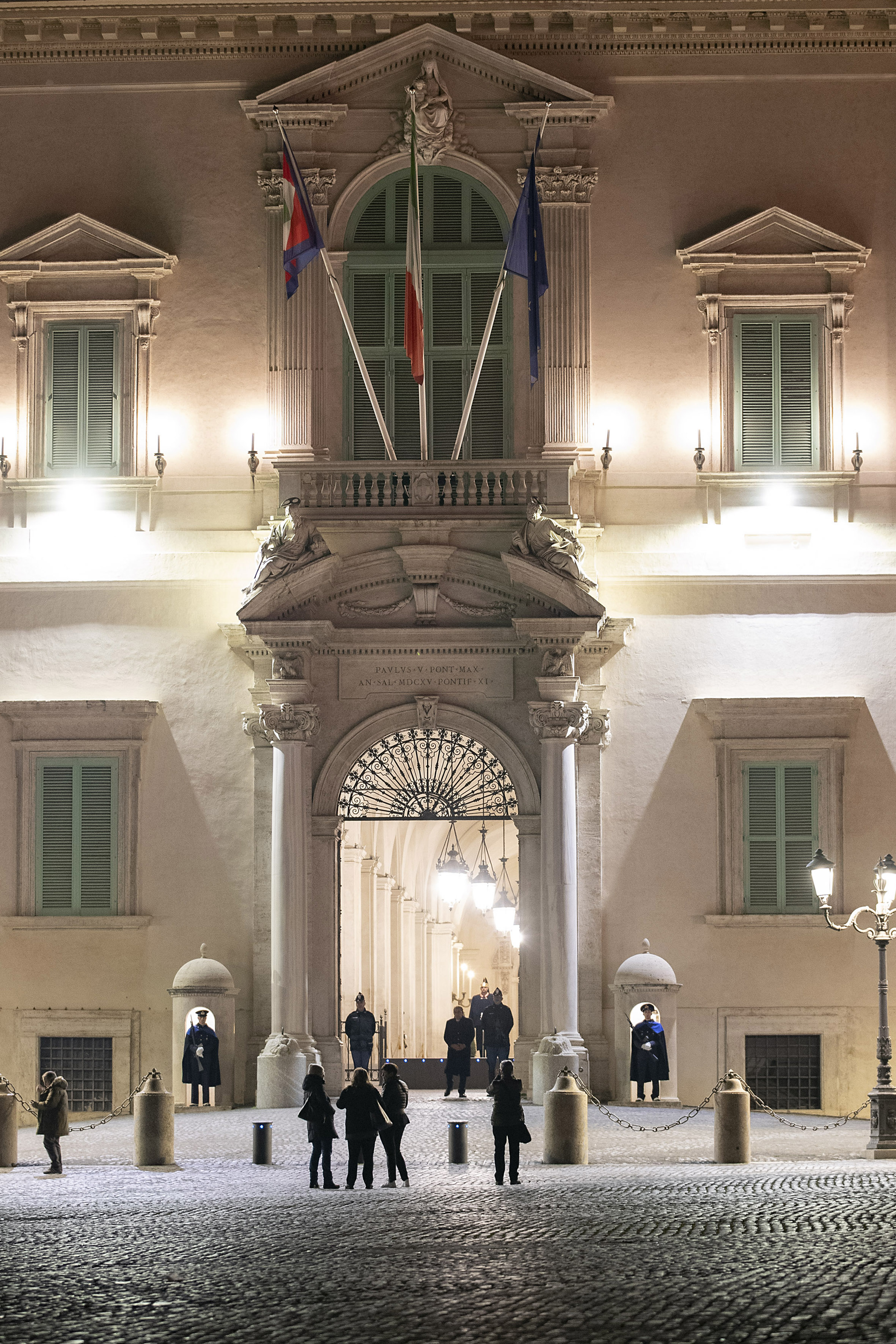
Pórtico do Palácio do Quirinal.

Os dois primeiros presidentes da República Italiana, Enrico De Nicola e Luigi Einaudi, não viveram no Quirinal. Giovanni Gronchi foi o primeiro presidente que viveu no palácio, seguido por Antonio Segni, Giuseppe Saragat e Giovanni Leone, todos eles com as respectivas famílias. Alessandro Pertini e Francesco Cossiga utilizaram o Quirinal como gabinete de trabalho mas nunca habitaram ali. Oscar Luigi Scalfaro residiu no palácio durante metade do seu mandato. Os seus sucessores, Carlo Azeglio Ciampi e Giorgio Napolitano, também o habitaram.
O Palácio do Quirinal hospeda os gabinetes e os aposentos do Chefe de Estado. Na grande ala da via do Quirinal, a denominada Manga Longa, encontram-se os Apartamentos Imperiais, os quais foram especialmente preparados, decorados e mobilados para as duas visitas que o kaiser Guilherme II realizou à Itália, em 1888 e 1893. Estes apartamentos acolhem, actualmente, os monarcas e chefes de estado estrangeiros em visita oficial ao Presidente da República.
No palácio podem encontrar-se diversas colecções artísticas de tapetes, pinturas, esculturas, carruagens, relógios, móveis e porcelanas, muitas das quais chegaram de outras residências italianas, sobretudo de cortes pré-unitárias, como é o caso do mobiliário pertencente ao Palazzo Ducale di Colorno.

## Praça do Quirinal
Na Piazza del Quirinale ou Praça do Quirinal, outrora chamada Praça do Monte Cavalo (Piazza di Monte Cavallo), que se encontra em frente ao Palácio do Quirinal, pode-se assistir a um belo panorama acima das casas de Roma. No centro da praça, está o Obelisco Quirinal e a estátua dos Domadores de Cavalos, representando Castor e Pólux ("Dióscuros"). Nesta praça encontra-se também o Palácio da Consulta, que alberga hoje a Corte Constitucional.

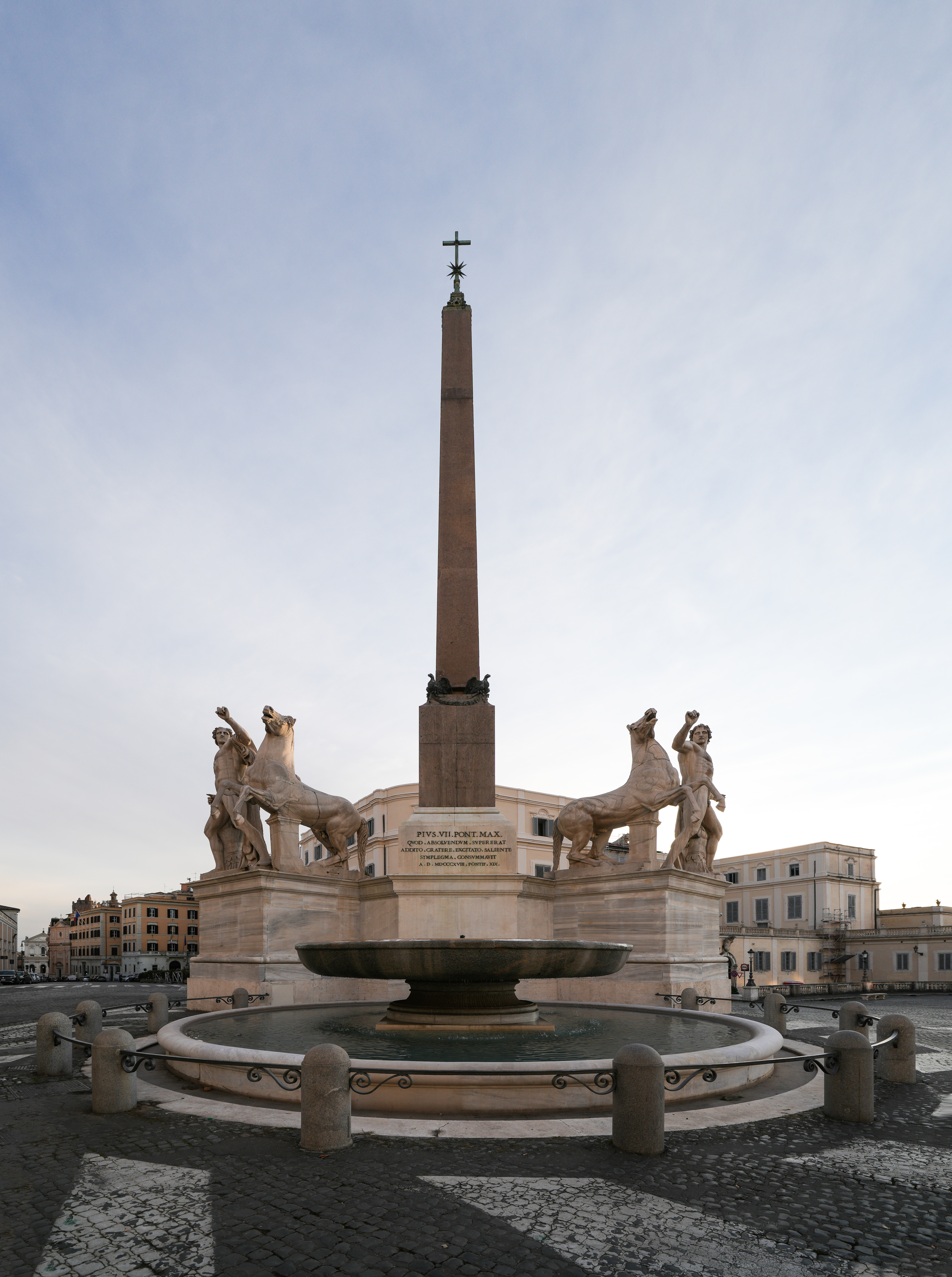
Fonte dos Dióscuros
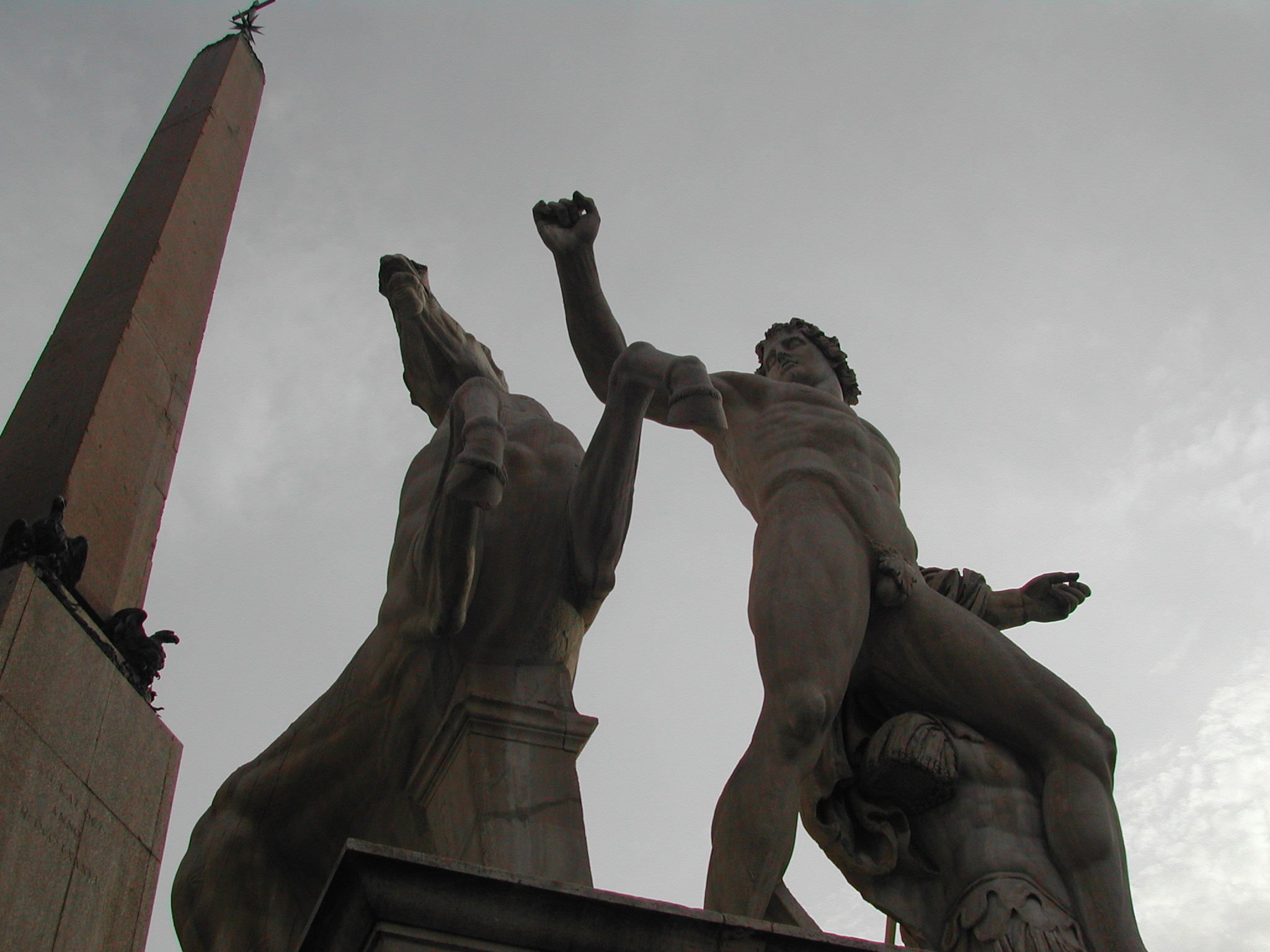
Domadores de Cavalos
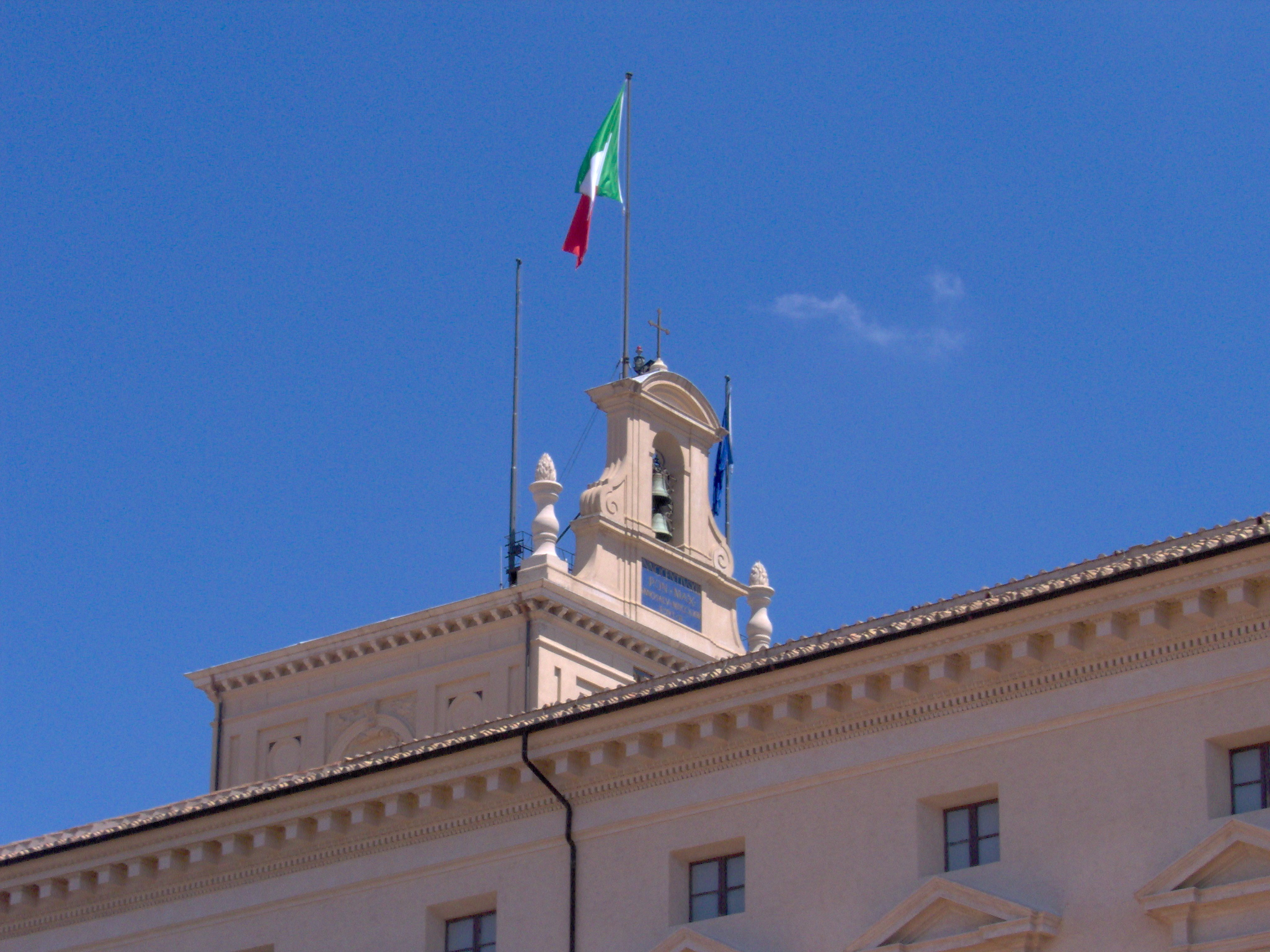
O Palácio do Quirinal, detalhe do campanário
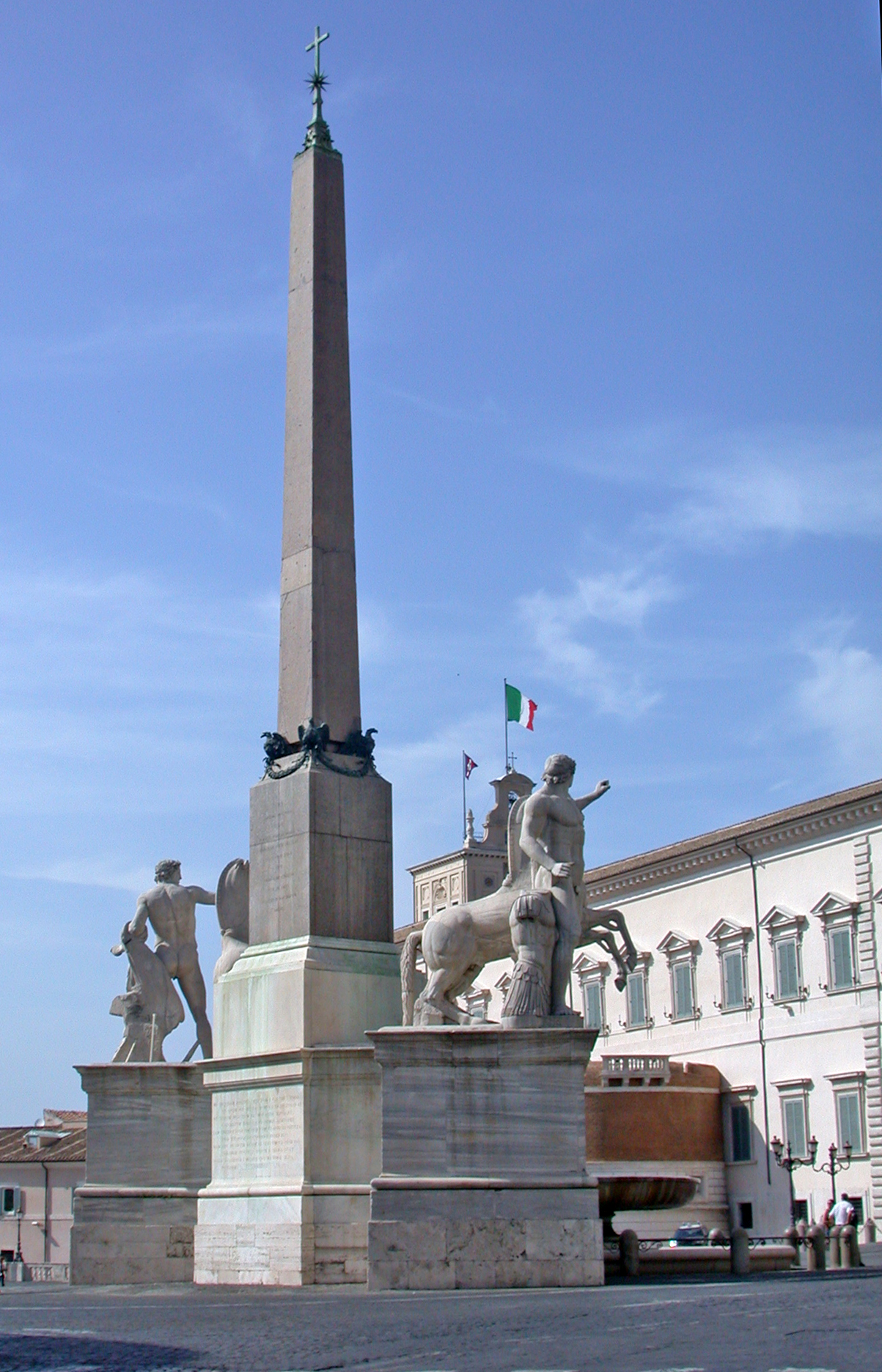
O Obelisco Quirinal